# Palm Pixi
El Palm Pixi es un teléfono inteligente multimedia diseñado y comercializado por Palm. Este teléfono inteligente fue visto como sucesor del teléfono inteligente Centro y es el segundo dispositivo que incorpora el sistema operativo webOS, después del Pre. Este dispositivo fue oficialmente presentado el 8 de septiembre de 2009 y fue lanzado al mercado el 15 de noviembre de 2009 en Estados Unidos.